# Rolf-Dietrich Keil

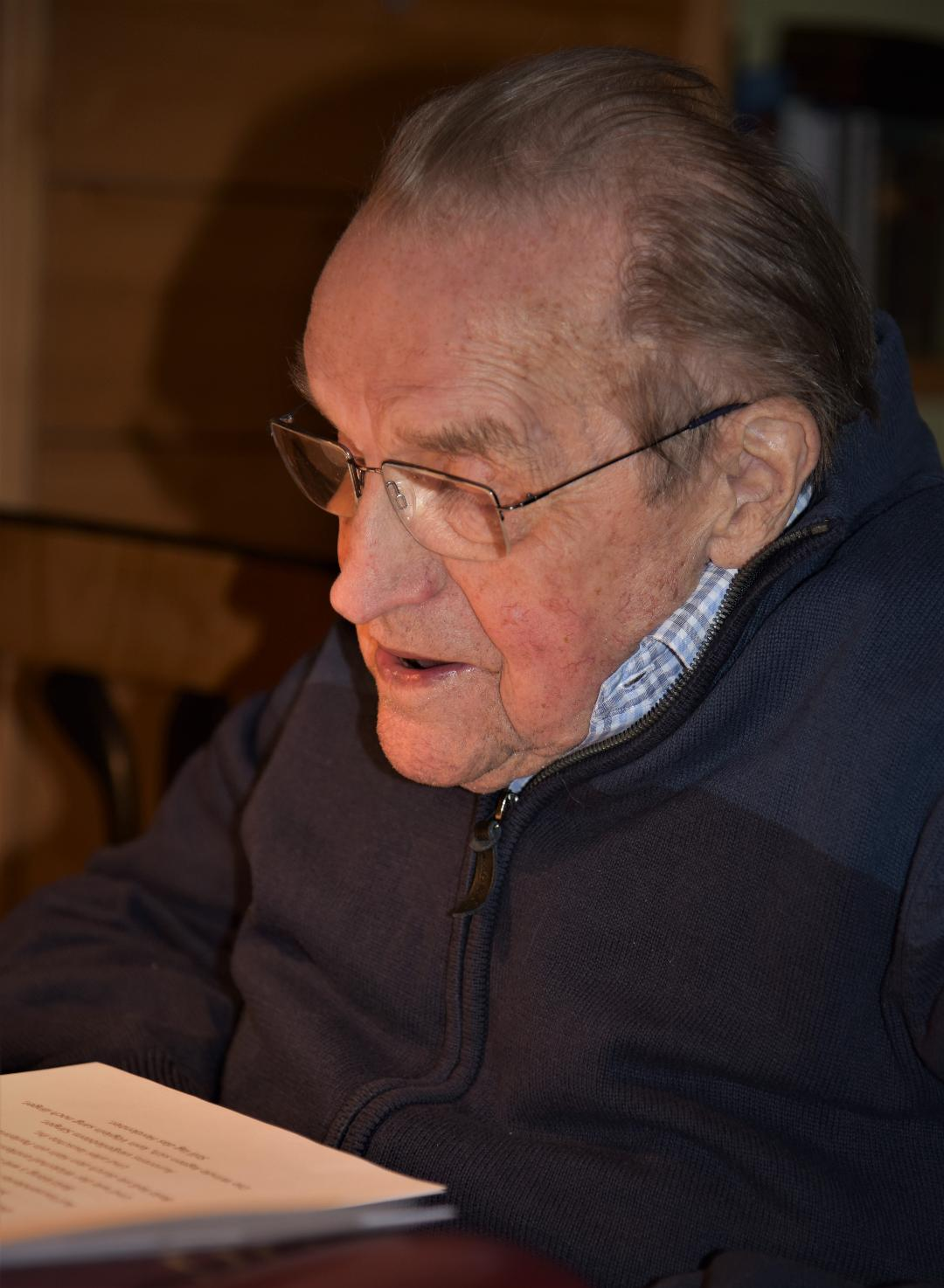
Rolf-Dietrich Keil, 2018

Rolf-Dietrich Keil (* 8. Januar 1923 in Berlin; † 17. Dezember 2018 in Bad Nauheim) war ein deutscher Slawist, Übersetzer und Autor.

## Leben
Von 1945 bis 1950 war Keil Kriegsgefangener in der Sowjetunion. Wieder in der Heimat absolvierte er ein Studium in Bonn im Fach Slawistik. 
1954 wurde Keil zum Dr. phil. promoviert. 1955 begleitete er als Dolmetscher den  Bundeskanzler Konrad Adenauer auf dessen Reise nach Moskau. Von 1955 bis 1962 war er Lektor an der Universität Hamburg, von 1962 bis 1974 war er als Leiter der Lehrabteilung Ost der Sprachenschule der Bundeswehr tätig. Von 1974 bis 1988 war er Studienprofessor an der Universität Bonn.
Keil war Mitbegründer und von 1987 bis 2003 Vorsitzender der Deutschen Puschkin-Gesellschaft. Bis zu seinem Tod war er deren Ehrenvorsitzender.

## Übersetzungen
Übertragungen aus dem Russischen
- Alexander Puschkin: Jewgenij Onegin. Roman in Versen (zweisprachig). Gießen: Schmitz 1980. ISBN 3-87711-026-6

Jewgeni Onegin. Roman in Versen. Geringfügig überarbeiteter deutscher Text. München: Piper 1987. ISBN 3-492-10690-0, ISBN 3-492-10690-0
Jewgeni Onegin. Mit einem Vorwort und Erläuterungen. Frankfurt a. M.: Insel-Verl. 1999. (Insel Taschenbuch. 2524.) ISBN 3-458-34224-9
Enthält außer dem deutschen Text das „Gespräch des Verlegers mit dem Dichter“.
- Alexander Puschkin: Der eherne Reiter (russisch und deutsch).  Novi gorod, St. Petersburg 1995. ISBN 5-88783-001-8

Der eherne Reiter (ohne russischen Text). Mit Illustrationen von Alexander Benua.  Frankfurt am Main und Leipzig: Insel Verlag 1999. (Insel-Bücherei. 1195.) ISBN 3-458-19195-X
- Boris Pasternak: Wenn es aufklart. Gedichte, 1956-1959. Überarbeitete Ausgabe 1980. (Fischer Taschenbuch.) ISBN 3-596-29566-1
- Iwan S. Turgenjew: Mumu. Stuttgart: Radius Verlag 1992. Unveränderter Nachdruck 2000. ISBN 3-87173-855-7
- Juri Lotman: Die Struktur literarischer Texte. München: Fink 1972. ISBN 3-7705-0631-6 (mehrfach wiederaufgelegt)
- Marina Zwetajewa: Ein gefangener Geist. Essays. Frankfurt  a. M.: Suhrkamp 1989. (Bibliothek Suhrkamp. Band 1009.) ISBN 3-518-22009-8

Übertragung aus dem Englischen
- Shakespeare: Die Sonette, (zweisprachig). Düsseldorf, Köln: Diederichs 1959.

Übertragung aus dem Persischen
- Hafis: Gedichte aus dem Divan. Düsseldorf, Köln: Diederichs 1957. ISBN 3-424-00583-5

## Schriften
- Die Klassifizierung der russischen Verben. Ein altes Problem und ein neuer Lösungsvorschlag. Heidelberg: Groos 1979. ISBN 3-87276-204-4
- Nikolai Gogol. Mit Selbstzeugnissen und Bilddokumenten dargestellt. Reinbek b. Hamburg: Rowohlt 1985. ISBN 3-499-50342-5
- Mit Adenauer in Moskau. Erinnerungen eines Dolmetschers.  Bonn: Bouvier 1997. ISBN 3-416-02671-3
- Puschkin: Ein Dichterleben. Biographie.  Frankfurt am Main und Leipzig: Insel Verlag 1999. ISBN 3-458-16957-1
- Puškin- und Gogolʹ-Studien.  Bausteine zur Slavischen Philologie und Kulturgeschichte. Köln Weimar Wien: Böhlau 2011. ISBN 978-3-412-20565-2

Beiträge überwiegend deutsch, drei russisch, einer französisch.
- Poetische Werke. Band 1. Würzburg: Osthoff 2017. ISBN 978-3-935998-23-9, ISBN für die Gesamtausgabe 978-3-935998-25-3

### Herausgeberische Tätigkeiten
- Alexander Puschkin: Die Gedichte. Russisch und deutsch. Aus dem Russischen übertragen von Michael Engelhard. Frankfurt a. M., Leipzig: Insel Verlag 1999. ISBN 3-458-16955-5.

Dasselbe ohne den russischen Text. Darin: Nachwort, Anmerkungen und Editorische Notiz, S. 489–593. ISBN 3-458-16956-3
- Alexander Puschkin: Der eherne Reiter – Petersburger Erzählungen. Verschiedene Übersetzer. Insel Verlag, Frankfurt a. M. und Leipzig 2003. (Insel Taschenbuch.) ISBN 3-458-34572-8.
- Alexander Puschkin: Die Hauptmannstochter. Aus dem Russischen von Peter Urban. Hamburg: Dressler 2003. ISBN 3-7915-3602-8
- Alexander Puschkin: Liebesgedichte. Verschiedene Übersetzer.  Frankfurt a. M. und Leipzig: Insel Verlag  2003. (Insel Taschenbuch. 2968.) ISBN 3-458-34668-6

## Ehrungen
- 1983	Johann-Heinrich-Voß-Preis für Übersetzung der Deutschen Akademie für Sprache und Dichtung.
- 2000	Ehrendoktorwürde der Russischen Akademie der Wissenschaften, verliehen von der Klasse Literatur und Sprache am 13. Juni 2000.
- 2002	Auszeichnung mit der staatlichen Puschkin-Medaille „Für einen großen Beitrag zum Studium und zur Bewahrung des kulturellen Erbes, zur Annäherung und gegenseitigen Bereicherung der Kulturen der Völker der Russischen Föderation und der Bundesrepublik Deutschland“ durch Ukaz des Präsidenten der Russischen Föderation Putin vom 3. April 2002.